# Воскресенское (Николаевская область)
Воскресенское (укр. Воскресенське) — посёлок в Витовском районе Николаевской области Украины.

## Географическое положение
Расположено на левом берегу реки Ингул, в 6 км от Николаева.

## История
На окраине Воскресенского обнаружены остатки поселения, а в кургане раскопаны два погребения и антропоморфная стела эпохи бронзы (II тысячелетие до н. эры). Выявлены также поселения скифского времени (V—III вв. до н. э.) и первых веков н. эры.
Воскресенск основан в 1790 г. как адмиралтейское поселение на базе казенной деревни Орош, существовавшей ранее, название которой связано с украинским диалектным произношением слова горох. Поэтому в ранний период существования поселения оно носило название Гороховка, сохранявшееся параллельно и в последующие годы. Заметим, что Гороховка строилась в 1791 г. под руководством поручика Горохова. Юридически, как адмиралтейское поселение, Воскресенское было основано по ордеру Г. А. Потёмкина 30 июня 1789 г. «великороссийскими беспаспортными крестьянами, также добровольно из Польши вышедшими малороссийской породы людьми, семейными адмиралтейскими мастеровыми и беглыми помещичьими крестьянами, зачтенными кому следует за рекрут». С постройкой здесь в 1793 г. Воскресенской церкви переименован в Воскресенск. В 1815 году 5 сентября в Адмиралтейском селении Воскресенске, в память Покров Пресвятой Богородицы, был заложен храм. За годы Советской власти храм был разрушен. На обнаруженной цинковой Закладной таблице того времени под строительство храма надпись:
«Воимя Святыя Животворящая Троицы Отца и Сына и Святаго духа в царствование благочестивейшаго Государя Императора Александра I-го с благословения Преосвященнейшаго  Иова Архиепископа Екатеринославскаго Херсонскаго и Таврическаго и Кавалера Заложен Храм Сей Херсонскаго уезда в Адмиралтейском селений Воскресенске Херсонскаго Духовнаго Правления Присутствующем Священником Василием Чернявским в память Покровов Пресвятыя Богородицы 1815-го года сентября 5-го во время Главнаго Черноморских портов Начальника Вице Адмирала и Кавалера Николая Львовича Языкова Собственным коштом того Селения Жителей в бытность Священника Прохора Барталева и Церовнаго Старосты Ивана Захарова
Работол физическо…. ученик Алексей Бабков»
В 1795 г. межевая экспедиция выделила поселенцам Воскресенска 8985 десятин земли (по 30 десятин на ревизскую душу). В то время здесь проживало 442 человека (290 мужчин и 152 женщины), а в 1816 г.— уже 930 человек.
Находясь в зависимости от адмиралтейства, поселенцы три месяца в году в обязательном порядке работали на Николаевской судостроительной верфи и на суконно-парусной фабрике в Богоявленске, получая за свой труд по 2 руб. 70 коп. в месяц. Кроме того, они выполняли различные повинности: перевозили почту, ремонтировали дороги и т. п.
Основными занятиями населения были скотоводство, земледелие и рыболовство. Часть жителей занималась чумацким промыслом, извозом. Выполняя адмиралтейские наряды, поселенцы не имели возможности должным образом обрабатывать свою землю. К тому же земельные наделы дробились между членами семей, которые выделялись в отдельные хозяйства. В 1829 г. на ревизскую душу приходилось в среднем по 15 десятин. Многие крестьянские семьи в связи с уменьшением земельных наделов разорялись.
Решением Государственного совета 15 июля 1861 г. адмиралтейское поселение Воскресенск было преобразовано в пригород. К этому времени здесь проживало 1770 человек (мужчин — 890, женщин — 880). Жителей пригорода освободили от всех работ и нарядов в адмиралтействе. Как и другие адмиралтейские поселенцы, они получили право перехода из морского ведомства в мещанское и крестьянское сословия. Жители Воскресенска платили государству подушный налог, выполняли рекрутскую и земскую повинности как государственные крестьяне.
Во время Великой Отечественной войны в 1941—1943 гг. селение находилось под немецкой оккупацией.
В 1956 г. присвоен статус посёлка городского типа, а население отнесено к городскому.

## Население
В январе 1959 года численность населения составляла 3215 человек.
В январе 1989 года численность населения составляла 4448 человек, по данным переписи 2001 года — 4756 человек. По состоянию на 1 января 2013 года численность населения составляла 4840 человек.

### Языковой состав
Родной язык населения по данным переписи 2001 года:
| Язык       | Численность, чел. | Доля     |
| ---------- | ----------------- | -------- |
| Украинский | 1 716             | 37,33 %  |
| Русский    | 2 855             | 62,11 %  |
| Другие     | 26                | 0,56 %   |
| Итого      | 4 597             | 100,00 % |

## Инфраструктура
Транспорт представлен пригородным маршрутным такси № 101 «Автовокзал-Воскресенск». График курсирования с 6:00 до 20:00, с интервалом 10-20 мин. До ближайшей железнодорожной станции Гороховка на линии Николаев-Сортировочный — Долинская — 3 км.
Также в Воскресенске работают: почтовое отделение «Укрпочты» (57210), банковское отделение «Ощадбанка Украины».
Фиксированная телефонная связь предоставляется компанией Укртелеком, код 512. Мобильная связь представлена всеми украинскими GSM-операторами, UMTS-оператором Тримоб и CDMA-связью Интертелеком.
Доступ к сети интернет предоставляется компаниями Новая Связь и Датагруп, а также беспроводными провайдерами.

## Культура и образование
В Воскресенске есть дом культуры, библиотека, детский сад, а также средняя общеобразовательная школа.
Храм Покрова Пресвятой Богородицы.

## Известные уроженцы и жители
Милев Александр Васильевич. Солист Национальной оперы Украины. Козловская Екатерина Петровна (учитель русского языка в Воскресенской школе) Козловский Владимир Николаевич (главный ПАРТИЗАН) воскресенска. ул.Шевченко 58
Шатуновским Евгений Евгеньевич. Автор либретто к оперетте Т.Хренникова

## Местный совет
57210, пгт Воскресенское, ул. Кирова, 86.